# Pseudomorpha parallela
Pseudomorpha parallela är en skalbaggsart som beskrevs av Vandyke. Pseudomorpha parallela ingår i släktet Pseudomorpha och familjen jordlöpare. Inga underarter finns listade i Catalogue of Life.